# Tần Tổ
Tần Tổ (tiếng Trung: 秦祖; bính âm: Qin Zu), tự Tử Nam (子徒), tôn xưng Tần Tử (壤子), người nước Tần hoặc nước Lỗ thời Xuân thu, là một trong thất thập nhị hiền của Nho giáo.

## Cuộc đời
Tần Tổ cùng Nhưỡng Tứ Xích, Thạch Tác Thục được tôn thờ là Lũng Thượng nho học hiền (隴上儒學賢). Tại Văn miếu Tần Châu có Tần Tổ từ, có câu đối: Thánh tích hỗ hành, thiếu bách nhị hà sơn, bất ngại xuân phong thời vũ chí; Nho tông truyền học, số tam thiên đệ tử, thùy huề quan nguyệt lũng vân lai. Năm 72, thời Hán Minh Đế, Tần Tổ được phối thờ trong Khổng miếu.